# 桂文りん
桂 文りん（かつら ふみりん、2000年1月17日 - ）は、日本の落語家、プロレスレフェリー。血液型B型。

## 来歴
三重県出身。梅花高等学校、神戸女学院大学文学部英文学科卒業。小学3年生の頃、教育番組で披露されていた英語落語のユニークさに衝撃と感銘を受けて取り組みはじめ、日本語と英語の両方で落語の練習をしていく中で「バイリンガル落語」と呼ばれるスタイルを編み出し、ぷりん亭 芽りんの名でアマチュア落語家として活動をするようになる。中学生のときに「ワラチャン! U-20お笑い日本一決定戦」準決勝に進出。学生時代を通じ、英語のほか韓国語、中国語、イタリア語を習得している。
大学在学中の2019年8月に広瀬杯学生落語選抜大会で優勝、2020年2月には第17回全日本学生落語選手権・策伝大賞に出場し、最優秀賞にあたる策伝大賞を受賞。2021年8月2日に六代桂文枝に入門、「文りん」の高座名を与えられ、11月30日に天満天神繁昌亭で初舞台を踏む。2024年末に年季明け。
大きな趣味の一つがプロレス観戦。好きが高じて大学時代は落語の活動と並行して同志社プロレス同盟に所属し、ぷりん亭芽りんをリングネームに用いてリングアナウンサーやレフェリーをつとめていた。大学を卒業してプロの落語家として本格的に活動をするようになってしばらく経った頃、東京女子プロレスの専任レフェリー募集の話を知って応募したところ採用が決まり、団体初の専任レフェリーとなる。採用後のトレーニング期間を経て、2025年5月11日の湘南台文化センター大会における渡辺未詩&芦田美歩対風城ハル&キラ・サマー戦でレフェリングデビューを果たした。

## 出演
- 桂文りんのバイりんガルmorning[注釈 2]（ハッピーエフエムいたみ、第1土曜日 8:00 - 9:00[注釈 3]、2021年10月9日 - ）
- 新春スペシャル 伊丹からおめでとう（ハッピーエフエムいたみ、2024年1月1日）
- 若手創作落語の会～よしもと若手噺家による創作落語バトル！～（BSよしもと）